# Kimberley Woods
Kimberley Woods (Rugby, 8 de setembro de 1995) é uma canoísta britânica.

## Vida pessoal
Woods nasceu em 1995, uma das quatro crianças que vivem em Rugby. Aos quatro anos, ela observou sua tia Diane, que foi medalhista de prata no Campeonato Mundial Júnior de Canoagem de 1994, e foi ajudada por seus avós a conseguir sua própria canoa. Ela foi intimidada quando criança por causa de seu físico e usou a canoagem como uma fuga disso. Ela ganhou três medalhas nas competições mundiais júnior, mas foi forçada a parar de praticar canoagem por causa de uma lesão e começou a se automutilar.
Em 2013, ela frequentou o Rugby College e, mais tarde, a Universidade de Hertfordshire.
Woods tem sido aberta sobre como ela tem lutado com problemas de saúde mental ao longo de sua vida. Em duas ocasiões, ela se internou em um hospital particular de saúde mental e declarou como teve pensamentos suicidas.

## Carreira
Woods ganhou 13 medalhas no Campeonato Mundial de Canoagem Slalom da ICF, com seis ouros (caiaque cross: 2023; equipe C1: 2017, 2018, 2023; equipe K1: 2019, 2021 ), três pratas (C1: 2023; caiaque cross: 2022; equipe K1: 2015) e quatro bronzes (K1: 2021; equipe C1: 2022; equipe K1: 2018, 2023).
Ela também ganhou 14 medalhas (oito de ouro, três de prata e três de bronze) no Campeonato Europeu, incluindo uma prata na categoria C1 por equipes nos Jogos Europeus de 2023 em Cracóvia. Woods conquistou o título geral da Copa do Mundo de Kayak Cross em 2023 e 2024. Nos Jogos Olímpicos de Verão de 2024, em Paris, conquistou a medalha de bronze na prova de slalom K-1 feminino e de caiaque cross.